# لایتسوایلر
لایتسوایلر (به آلمانی: Leitzweiler) یک شهر در آلمان است که در بیرکنفلد واقع شده‌است. لایتسوایلر ۱۰۹ نفر جمعیت دارد.